# Eileen Sutherland-Leveson-Gower

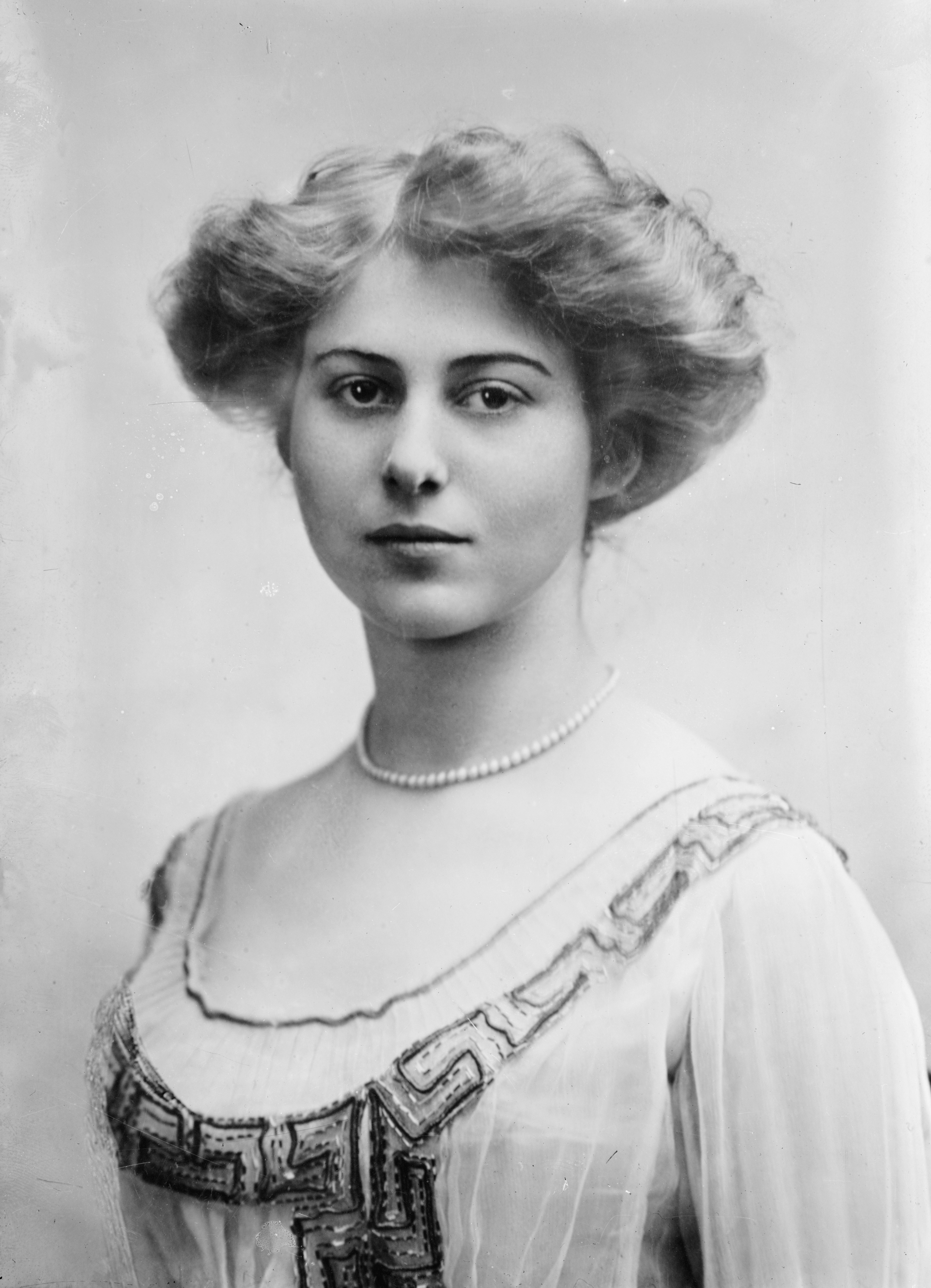
Su Gracia la Duquesa de Sutherland

Eileen Sutherland-Leveson-Gower, duquesa de Sutherland (3 de noviembre de 1891 - 24 de agosto de 1943), nacida Lady Eileen Gwladys Butler y titulada Marquesa de Stafford de 1912 a 1913, fue una noble británica.

## Biografía
Nació el 3 de noviembre de 1891, hija del 7.º conde de Lanesborough. Se casó el 11 de abril de 1912 con George Sutherland-Leveson-Gower, 5.º duque de Sutherland, quien sucedió a su padre como Duque de Sutherland en 1913. Fue Mistress of the Robes de la reina María de 1916 a 1921. Murió en 1943, a los 51 años.
| Predecesor: - | Mistress of the Robes 1916-1921 | Sucesor: Evelyn Cavendish, duquesa de Devonshire |

- Datos: Q1387492
- Multimedia: Eileen Sutherland-Leveson-Gower, Duchess of Sutherland / Q1387492